# Castello di Frankenstein
Il castello di Frankenstein (tedesco: Burg Frankenstein) è un castello costruito prima del 1250 da Conrad II Reiz di Breuberg, fondatore della casata dei Franckenstein. La struttura, situato nell'Odenwald, domina la città di Darmstadt in Germania.

Questo castello, in cui visse l'alchimista Johann Konrad Dippel, secondo Radu Florescu in "Search of Frankenstein", avrebbe ispirato Mary Shelley quando scrisse il suo romanzo gotico Frankenstein nel 1818.